# Bernhard Hebert
Bernhard Hebert (* 1960 in Graz) ist ein österreichischer Klassischer und Provinzialrömischer Archäologe und Denkmalpfleger.

## Leben
Hebert studierte Klassische Archäologie und Klassische Philologie (Latein und Griechisch) in Graz und Wien. Nach der Promotion zum Doktor der Philosophie 1984 sub auspiciis praesidentis und der Habilitation 1992 für das Fach Klassische Archäologie in Graz lehrte er seit 1985 an den Universitäten Graz, Innsbruck und Wien. 1985/86 erhielt er die Ludwig-Wittgenstein-Forschungsassistentur der Österreichischen Forschungsgemeinschaft. Von 1986 bis 2011 war er Bodendenkmalpfleger im Landeskonservatorat für Steiermark, seit 2011 ist er Leiter der Abteilung für Bodendenkmale des Bundesdenkmalamts. Seit 1988 war er Korrespondent, seit 1999 ist er Mitglied der Historischen Landeskommission für Steiermark.

## Schriften (Auswahl)
- Spätantike Beschreibungen von Kunstwerken. Archäologischer Kommentar zu den Ekphraseis des Libanios und Nikolaos (= Dissertationen der Karl-Franzens-Universität Graz 60). Graz 1983 (Dissertation).
- Schriftquellen zur hellenistischen Kunst. Plastik, Malerei und Kunsthandwerk der Griechen vom vierten bis zum zweiten Jahrhundert (= Grazer Beiträge, Supplementband 4). Graz 1989 (Habilitationsschrift Graz 1991).
- Kurzgefaßter Katalog der Archäologischen Schausammlung auf der Riegersburg. Graz 1991 [als Manuskript veröffentlicht].
- Abriß der frühen Geschichte des Frauenberges bei Leibnitz. Graz 1991 [als Manuskript veröffentlicht].
- Römersteine in der Pfarrkirche zum hl. Andreas Piber. Piber 1996.
- (nach Walter Modrijan), Die römische Villa von Löffelbach (= Schild von Steier, Kleine Schriften 21). Graz 2008.